# M2 Light Tank
L'M2 era un carro armato leggero statunitense già in esercizio nelle forze armate statunitensi prima della seconda guerra mondiale.
È stato utilizzato nelle prime battaglie della Guerra del Pacifico.
Anche se solo pochi sono stati utilizzati in combattimento, il modello fu un passo fondamentale per lo sviluppo dei successivi carri armati leggeri statunitensi; il diretto successore fu l'M3 Stuart.

## Sviluppo

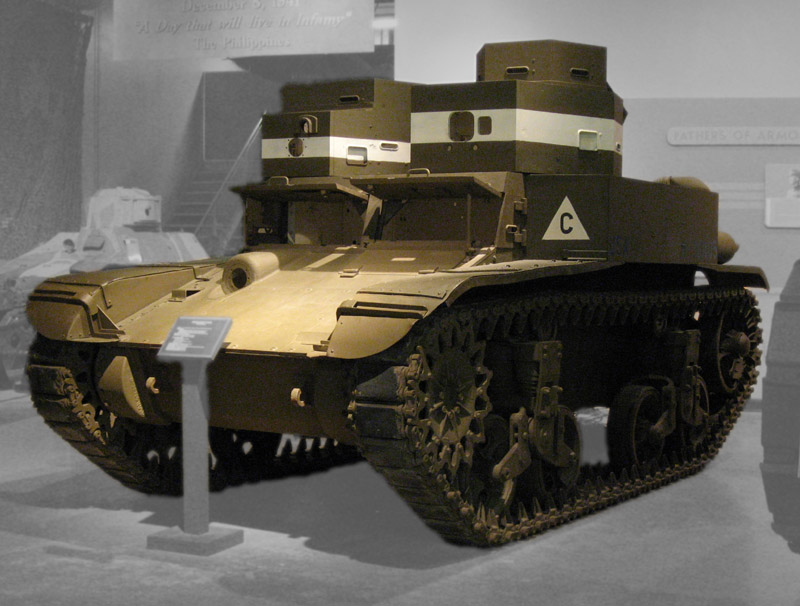
M2A2 "Mae West" in esposizione al Patton Cavalry and Armor Museum, Fort Knox

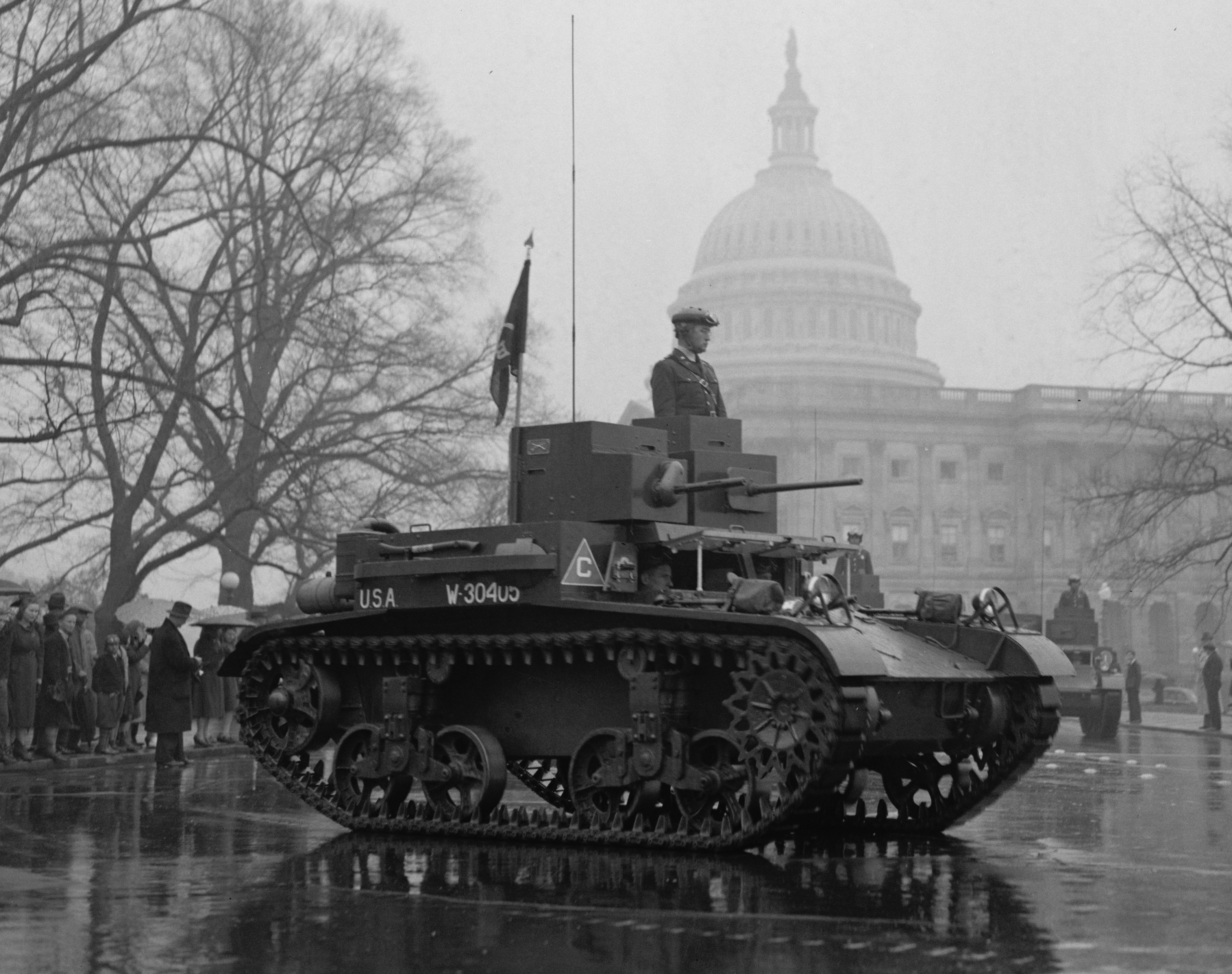
M2A3 durante la parata dell' "Army Day". Washington, 1939.

Il carro armato leggero M2 fu sviluppato nel 1935 nelle officine del Rock Island Arsenal, come carro per appoggio alla fanteria dell'Esercito statunitense. Il progetto derivava dai precedenti prototipi T1 e T2 (mai giunti alla fase di produzione in massa), ed era ispirato dal Vickers 6-Ton inglese. I primi prototipi presero la denominazione di "T2E1"; in seguito alla standardizzazione del modello e dell'inizio della produzione industriale, venne assegnato il nome M2A1. L'arma principale in dotazione al carro era una mitragliatrice calibro.50, installata in una torretta monoposto.
Dopo la consegna dei primi 10 M2A1, si decise di passare ad una configurazione a doppia torretta; questo nuovo modello venne inizialmente denominato "T2E2". La seconda torretta venne armata con mitragliatrice calibro.30. La torretta di sinistra, manovrata dal capocarro, fu dotata di una cupola dotata di fessure, per migliorare la capacità d'osservazione. Questi carri a doppia torretta assunsero, con l'inizio della produzione, il nome di M2A2; furono altresì soprannominati "Mae West" (famosa attrice statunitense dell'epoca) dai soldati. La configurazione a doppia torretta era inefficiente, ma era una caratteristica comune nei carri leggeri degli anni '30 derivati dai Vickers, come il sovietico T-26 e il polacco 7TP.
Nel 1938 il modello subì ulteriori modifiche: si incrementò la corazzatura e si migliorarono le sospensioni. La distanza fra i carrelli di sospensione fu aumentata. Questo modello prese la denominazione di M2A3
A seguito della Guerra Civile Spagnola, molti eserciti, fra cui l'US Army, compresero che erano necessari carri armati dotati di cannone, e non solo di mitragliatrici. Si decise quindi di abbandonare la configurazione a doppia torretta montando una torretta singola armata di cannone M5 37 mm. Si migliorò anche la corazzatura, che raggiunse i 25 mm, e fu montato un nuovo motore a 7 cilindri. Il nuovo modello fu denominato M2A4; la produzione iniziò nel maggio 1940 e continuò fino al marzo 1941, quando il carro fu sostituito dal più moderno M3 Stuart. Altri 10 furono assemblati nell'aprile 1942, per un totale di 375 carri M2A4 prodotti.

## Storia operativa
Alla data del dicembre 1941 i carri M2, nelle versioni A1, A2, A3, erano considerati obsoleti ed usati solamente per l'addestramento delle truppe.
Approssimativamente 50 M2A4 parteciparono alla Campagna di Guadalcanal nel 1942, nel contesto della Guerra del Pacifico, inquadrati nel "1st Tank Battalion" del Corpo dei Marine; rimasero in servizio fino al 1943.
Il Regno Unito ordinò 100 carri leggeri M2A4 nei primi mesi del 1941. Dopo la prima consegna di 36 esemplari, l'ordine fu cancellato in favore del carro M3 Stuart. Le 36 unità britanniche probabilmente prestarono servizio in India e in Birmania, inquadrati nelle divisioni britanniche "2nd Royal Tank Regiment" e "7th Hussars", partecipando ai combattimenti contro i giapponesi.

## Versioni
- T2E1 (1934).

Modello pre-serie del M2A1
- T2E2

Modello pre-serie del M2A2
- M2A1 (1935).

Torretta singola armata con mitragliatrice .50. Prodotto in 10 unità negli stabilimenti Rock Island Arsenal.
- M2A2 (1935).

Doppia torretta. Soprannominato "Mae West". Prodotto in 239 unità negli stabilimenti Rock Island Arsenal.
- M2A3 (1938).

Doppia torretta, corazzatura più spessa, sospensioni migliorate. Prodotto in 72 unità negli stabilimenti Rock Island Arsenal.
- M2A4 (1940).

Torretta singola armata con cannone da 37mm. Corazzatura da 25mm. Prodotto in 375 unità dalle fabbriche American Car & Foundry Co. (365 esemplari) e Baldwin Locomotive Works (10 esemplari).